# Ньюмаркет (переписна місцевість, Нью-Гемпшир)
Ньюмаркет (англ. Newmarket) — переписна місцевість (CDP) в США, в окрузі Рокінґгем штату Нью-Гемпшир. Населення — 5797 осіб (2020).

## Географія
Ньюмаркет розташований за координатами 43°4′18″ пн. ш. 70°56′39″ зх. д. / 43.07167° пн. ш. 70.94417° зх. д. (43.071702, -70.944143).  За даними Бюро перепису населення США в 2010 році переписна місцевість мала площу 5,23 км², з яких 5,00 км² — суходіл та 0,24 км² — водойми.

## Демографія
Згідно з переписом 2010 року, у переписній місцевості мешкало 5297 осіб у 2400 домогосподарствах у складі 1178 родин. Густота населення становила 1012 осіб/км².  Було 2594 помешкання (496/км²).
Расовий склад населення:
| - 91,2 % — білих - 4,0 % — азіатів - 1,3 % — чорних або афроамериканців - 0,3 % — корінних американців - 0,1 % — вихідців з тихоокеанських островів |

До двох чи більше рас належало 2,3 %. Частка іспаномовних становила 2,9 % від усіх жителів.
За віковим діапазоном населення розподілялося таким чином: 18,0 % — особи молодші 18 років, 74,3 % — особи у віці 18—64 років, 7,7 % — особи у віці 65 років та старші. Медіана віку мешканця становила 31,6 року. На 100 осіб жіночої статі у переписній місцевості припадало 98,1 чоловіків;  на 100 жінок у віці від 18 років та старших — 96,9 чоловіків також старших 18 років.
Середній дохід на одне домашнє господарство  становив 63 157 доларів США (медіана — 53 025), а середній дохід на одну сім'ю — 82 997 доларів (медіана — 73 990). За межею бідності перебувало 12,0 % осіб, у тому числі 5,3 % дітей у віці до 18 років та 6,8 % осіб у віці 65 років та старших.
Цивільне працевлаштоване населення становило 3208 осіб. Основні галузі зайнятості: освіта, охорона здоров'я та соціальна допомога — 25,2 %, виробництво — 14,8 %, роздрібна торгівля — 14,1 %.